# انتخابات (فیلم ۲۰۰۵)
انتخابات (انگلیسی: Election) یک فیلم جنایی و درام هنگ کنگی محصول سال ۲۰۰۵ به کارگردانی جانی تو با بازی سیمون یام و تونی لیانگ کا-فای است.
این فیلم برای اولین بار به عنوان "انتخاب رسمی" در جشنواره فیلم کن ۲۰۰۵،  قبل از اکران در هنگ کنگ در ۲۰ اکتبر ۲۰۰۵، با درجه بندی رده سوم نمایش داده شد. دنباله ای به نام «انتخابات ۲» (که در ایالات متحده به عنوان انتخابات سه‌گانه نیز شناخته می‌شود)، در سال ۲۰۰۶ منتشر شد.
هیلاری هونگجین هی، دانشجوی دکترا در دانشگاه وسترن سیدنی، اظهار داشت که در مقایسه با قسمت دوم، این فیلم از دیدگاه سرزمین اصلی «کمتر سیاسی یا مشکوک» است.

## داستان
رهبران باندهای رقیب درگیر مبارزه برای تبدیل شدن به رئیس جدید انجمن تثلیث چینی هنگ کنگ هستند.